# Buchenavie
Buchenavie (Buchenavia) je bývalý rod rostlin z čeledi uzlencovité. Jsou to stromy se střídavými jednoduchými listy nahloučenými na koncích větví a s drobnými bezkorunnými květy v klasovitých květenstvích. Rod zahrnuje asi 22 druhů a je rozšířen pouze v tropické Americe. Největší počet druhů roste v nížinných pralesích Amazonie. Četné druhy jsou zdrojem tvrdého a odolného dřeva, některé mají jedlé plody nebo se v tropech pěstují jako okrasné a stínící stromy. V současné taxonomii jsou druhy rodu Buchenavia vřazovány do široce pojatého rodu Terminalia (vrcholák).

## Popis
Buchenavie jsou beztrnné stromy, dorůstající v některých případech výšky až přes 40 metrů. Postranní větve bývají charakteristicky patrovitě uspořádané. Listy jsou střídavé, obvykle nahloučené na koncích větví. Některé druhy mají listy rozměrné, dosahující délky až 35 cm (B. macrophylla), jiné jsou drobnolisté. Květy jsou pětičetné, oboupohlavné, pravidelné, uspořádané v protáhlých nebo hlávkovitě stažených klasech. Kalich je v horní části miskovitý, s téměř celistvým nebo zoubkatým okrajem. Koruna chybí. Tyčinek je 10 a vyčnívají z květů. Čnělka je dlouhá, vyčnívající. Plody jsou více či méně dužnaté, bezkřídlé, nezploštělé, připomínají peckovici.

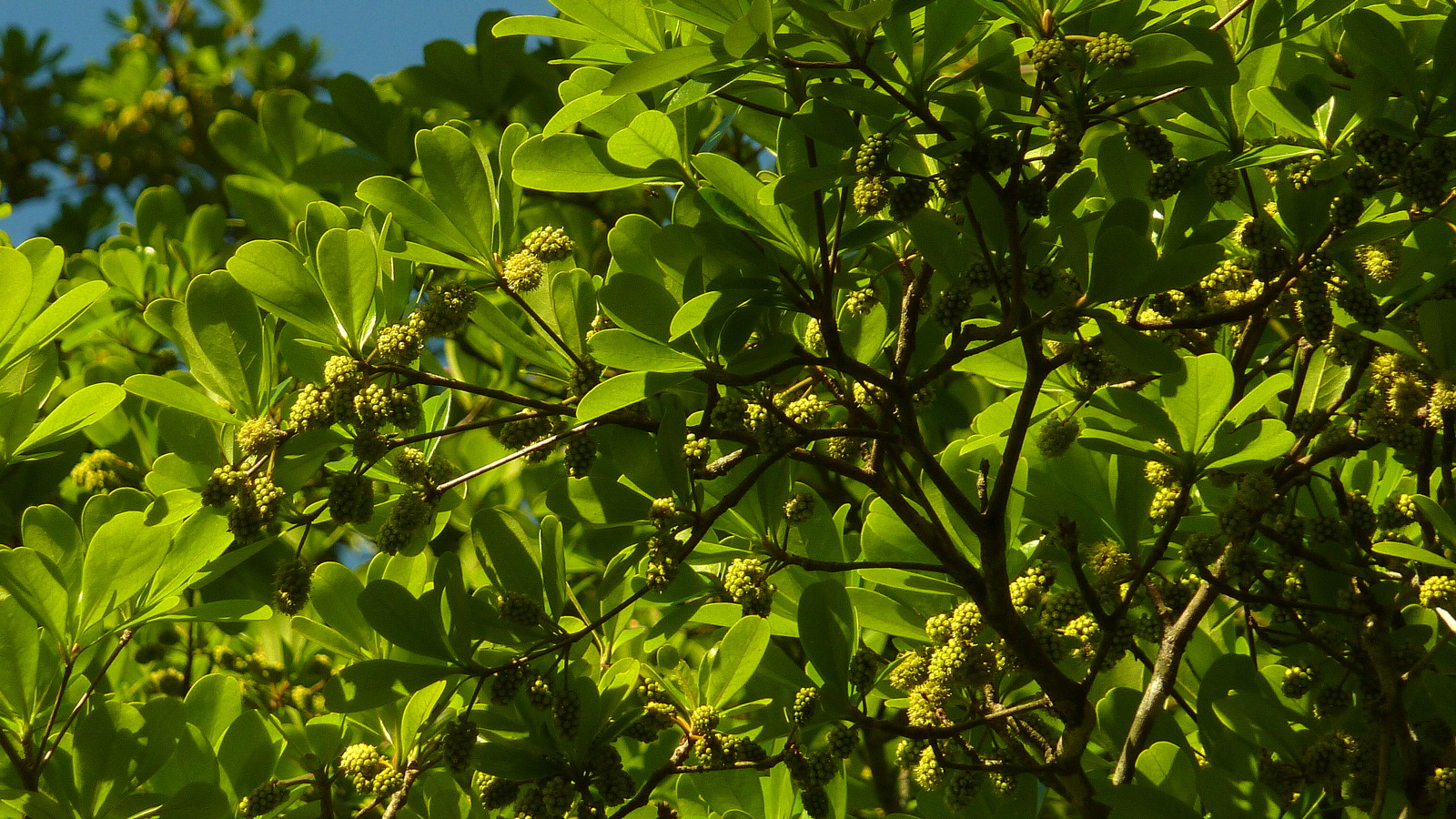
Větve buchenavie B. tetraphylla
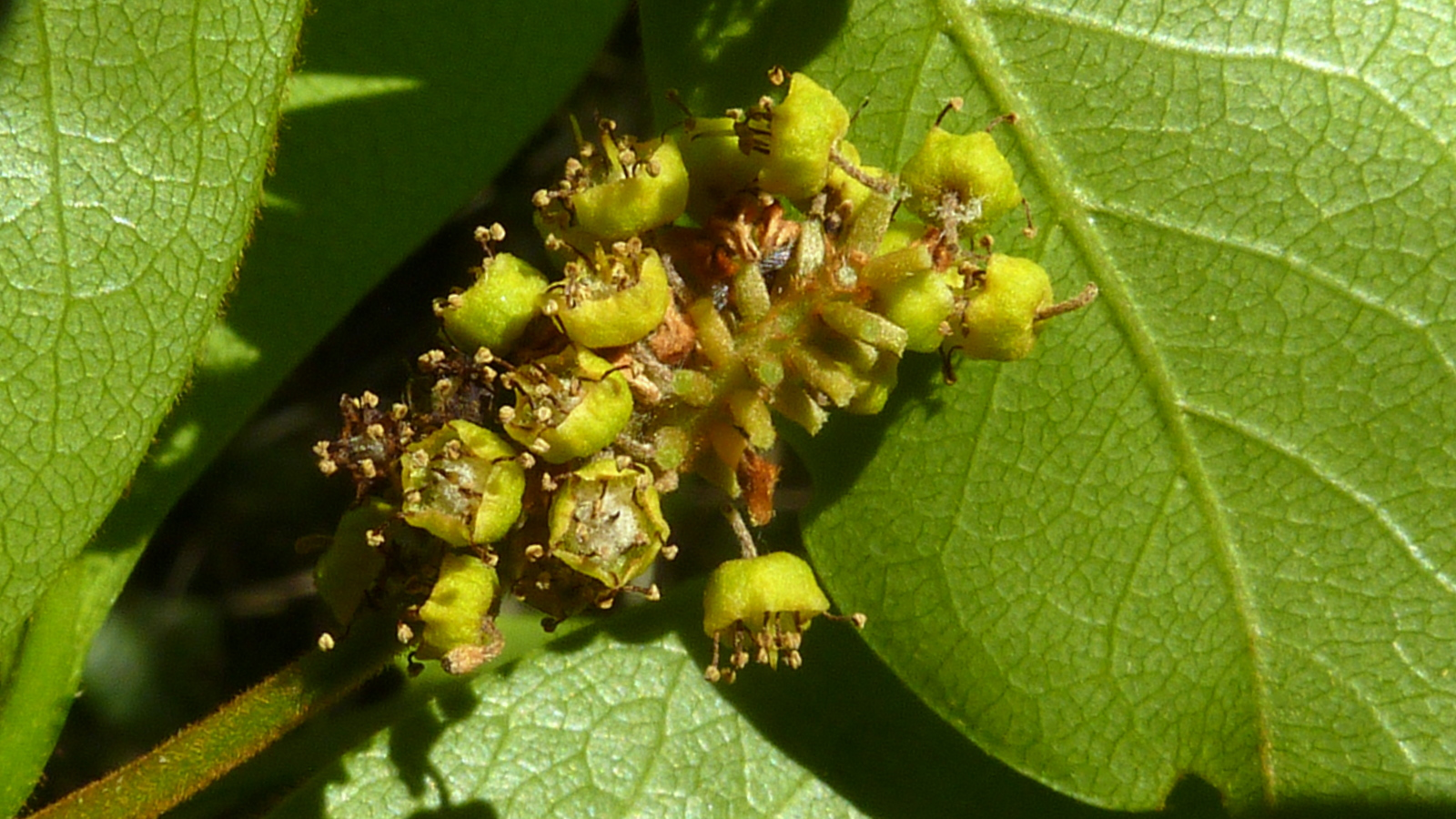
Detail květenství B. tetraphylla

## Rozšíření
Rod buchenavie zahrnuje 22 druhů. Je rozšířen výhradně v tropické Americe od Panamy po Brazílii a Bolívii. Většina druhů roste v Amazonii. Z kontinentální Střední Ameriky je uváděn jediný druh (B. capitata), který z Jižní Ameriky zasahuje do Panamy. Druh B. tetraphylla je mimo Jižní Ameriku rozšířen na velké části Karibských ostrovů.
Buchenavie rostou nejčastěji v zaplavovaných nebo nezaplavovaných nížinných deštných lesích, některé druhy i v nižších horských nebo sezónně suchých, poloopadavých lesích. Většina druhů dosahuje korunního patra pralesa.

## Taxonomie
Rod Buchenavia je blízce příbuzný s rodem Terminalia (vrcholák). Hlavním diagnostickým znakem je charakter plodů (zploštělé a často křídlaté u Terminalia, oblé pseudopeckovice u Buchenavia), přítomnost žlázek na listech (u Buchenavia chybějí) a morfologické znaky na tyčinkách. Současná taxonomie se však kloní k širokému pojetí rodu Terminalia, který v aktuálním pojetí zahrnuje i rody Buchenavia a .

## Význam
Celá řada druhů je těžena pro dřevo, obchodované pod názvem tanimbuca. Dřevo některých druhů je velmi tvrdé a odolné (B. amazonia, B. viridiflora, B. macrophylla, B. tetraphylla a další) a je používáno zejména na stavbu lodí, různé konstrukce, ploty a podobně. Některé druhy mají jedlé plody.
Buchenavie jsou pěstovány i jako okrasné a stínící stromy, zejména druhy B. tetraphylla a B. oxycarpa. B. tomentosa se používá k zalesňování.